# Joventuts del MPLA
Les Joventuts del Moviment Popular per l'Alliberament d'Angola (JMPAA) és la principal organització de masses i organització de joventuts del Moviment Popular per l'Alliberament d'Angola, junt amb l'organització femenina Organização da Mulher Angolana, el sindicat União Nacional dos Trabalhadores Angolanos i l'Organització de Pioners d'Agostinho Neto. Fou fundada en 1962. Jonas Savimbi, líder d'UNITA de 1966 fins 2002, va ser membre de les JMPLA durant un temps a principis de la dècada del 1960.